# Atractus torquatus
Atractus torquatus — вид змій родини полозових (Colubridae). Мешкає в Амазонії і на Гвіанському нагір'ї.

## Поширення і екологія
Atractus torquatus мешкають в Бразилії, Колумбії, Перу, Венесуелі, Гаяні, Суринамі і Французькій Гвіані. Вони живуть в тропічних лісах і саванах, трапляються в садах і на полях. Зустрічаються на висоті до 500 м над рівнем моря. Живляться дощовими черв'яками, кліщами і комахами. Відкладають яйця.